# عبد العزيز بن حميد النعيمي
عبد العزيز بن حميد النعيمي كان حاكم عجمان، إحدى إمارات الساحل المتصالح، والتي تشكل اليوم الإمارات العربية المتحدة، من 1900 إلى 1910. قاد عجمان خلال فترة أدت فيها الصراعات القبلية إلى عدم الاستقرار في جميع أنحاء الساحل، لكنه كان في نهاية المطاف يواجه المصير الذي صممه بنفسه لسلفه.

## الانقلاب
في عام 1900، في أعقاب الانقلاب الذي قُتل فيه ابن شقيق عبد العزيز، حميد بن راشد النعيمي الثاني، تولى عبد العزيز السلطة بدعم شعبي. وكتب إلى المقيم البريطاني في بوشهر يؤكد انضمامه وموافقته على الالتزام بجميع المعاهدات المبرمة بين أسلافه والبريطانيين. كما تحرك للتأكد من أن الرعايا البريطانيين المقيمين في عجمان مطمئنون على سلامتهم ومصالحهم.
صديق مقرب من صقر بن خالد القاسمي، سافر الشيخ عبد العزيز إلى الشارقة لحضور جورج كرزون (حاكم الهند) نائب الملك دربار كرزون في 21 نوفمبر 1903.
كان عبد العزيز حاضراً في الاجتماع الرسمي الأول لشيوخ إمارات الساحل المتصالح، في أبريل 1905. وحضر الاجتماع الشيخ زايد من أبوظبي؛ والشيخ صقر بن خالد القاسمي من الشارقة؛ الشيخ راشد بن أحمد المعلا من  أم القيوين. عقد الاجتماع نتيجة الخلاف الذي نشأ بين مصفوت والحجرين (المعروفة اليوم باسم حتا) في وادي حتا ، حيث قامت قبيلة بني كتب ببناء حصن في الوادي وكانوا يمنعون القوافل المارة من وإلى عمان. وكان مصفوت في ذلك الوقت مرتبطاً بـ نعيم من البريمي، وهو فرع آخر من العائلة الحاكمة في عجمان. وعقب هذا اللقاء قام الشيخ راشد بن أحمد المعلا أيضا بصلح بين شيوخ بني كتاب وعبد العزيز بن حميد.
كما دخل عبد العزيز في معاهدة أخرى مع البريطانيين في عام 1902، لإلغاء تجارة الأسلحة.

## الزوراء
ظهرت منطقة الزوراء إلى الواجهة في عام 1895، عندما قام شيخ أبوظبي، زايد بن خليفة آل نهيان، بتأسيس رأس الشاطئ الشمالي هناك. على الرغم من أن هذه الخطة أحبطت في نهاية المطاف من قبل حكام الإمارات الشمالية، إلا أن عبد العزيز ورث المشكلة عندما طلب قسم من قبيلة السودان (المفرد: السويدي) الإذن من المقيم البريطاني لاستيطان الزوراء وحصلوا على ذلك في عام 1897، مع دعم زايد. وكان الشيخ زايد سويديًا من جهة والدته، وهي ابنة الشيخ السوداني سلطان بن ناصر، وكان متزوجًا من زايد.
تحرك عبد العزيز على الفور لبناء حصن يسد الطريق البري إلى الزوراء، وفي الوقت نفسه، قدم الشيخ صقر بن خالد القاسمي، حاكم الشارقة، التماسًا إلى البريطانيين ضد إنشاء مجتمع غريب في وسط أراضي القاسمي. وبالتالي إلغى الإذن، وأثناء زيارته لمنطقة الزوراء عام 1905، توصل بيرسي كوكس إلى استنتاج مفاده أنه لا ينبغي إجراء مثل هذه التسوية دون موافقة إجماعية من شيوخ الساحل المتصالح.

## الانقلاب
دبرت مؤامرة في عام 1910 من قبل ابن أخ الشيخ عبد العزيز، محمد بن راشد النعيمي، الذي شجع عبدًا اسمه ياقوت على مهاجمة عبد العزيز وقتله. وأدى ذلك إلى غضب عام وتشكل حشد من الغوغاء، مما أدى إلى مقتل ياقوت وإجبار محمد بن راشد على الفرار بحياته إلى الصحراء. حميد بن عبد العزيز النعيمي، نجل عبد العزيز، كان مسافرًا في مسقط في ذلك الوقت واضطر إلى العودة إلى المنزل لتعزيز موقعه كحاكم قادم لعجمان.